# Bobigny-Pablo Picasso
Bobigny-Pablo Picasso è una stazione della linea 5, e in futuro anche della 15, della metropolitana di Parigi.

## La stazione
La stazione è stata inaugurata il 25 aprile 1985.
In superficie, in corrispondenza della stazione sotterranea della metropolitana, si trova la stazione del tram T1; essa fu capolinea della linea dal 1992 al 2004, prima che quest'ultima venisse prolungata verso la stazione della RER E a Noisy-le-Sec.
La stazione ha due binari passanti e due banchine.

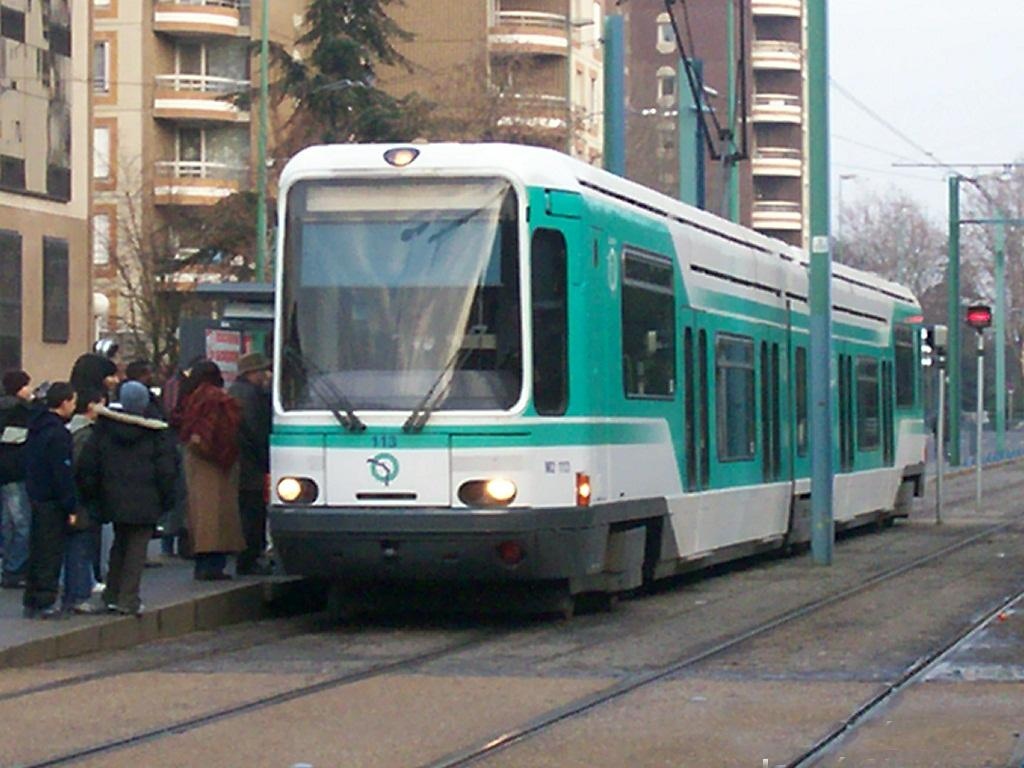
La stazione del Tram

## Interconnessioni
- Bus RATP - 134, 146, 148, 234, 251, 301, 303, 322, 615, 620, 690
- Bus Optile - CIF, 93
- Altri bus - TVF, 54.08
- Noctilien - N13, N41, N45